# Teru (guitarrista)
Teru (輝?) es un conocido guitarrista dentro de la escena Visual kei. Nació el 10 de abril de 1981 en la prefectura de Kioto, Japón. Comenzó su carrera musical cuando ingresó a la banda Aikaryu en 2002, desde 2006 participó como miembro de Hizaki grace project y desde mayo de 2007 es miembro de la banda de power metal Versailles. Además de dedicarse como músico, se desempeña como diseñador y director artístico dentro de Sherow Artist Society como Wait a minute.

## Carrera artística
Su carrera comienza en 2002 cuando ingresa a la banda Aikaryu (藍華柳?) en reemplazo del guitarrista Death. Desde entonces la banda hizo múltiples lanzamientos, realizó varias giras y pasó por diferentes cambios en su formación. A comienzos de 2006 se vieron involucrados en un accidente automovilístico donde algunos miembros quedaron con serias lesiones lo significó detener las actividades del grupo. En octubre, Teru comenzó a participar como miembro del proyecto en solitario del guitarrista Hizaki donde participó en varios de sus lanzamientos y presentaciones en vivo.
En 2007 Aikaryu se reagrupó y realizaron una pequeña gira hasta que en abril deciden disolver el grupo. Con esta premisa, recomendado por los dueños del Rock May Kan, es reclutado por Kamijo y Hizaki para formar parte de un nuevo grupo. El 2 de mayo apareció en el trailer de la banda Versailles subido a Youtube por Sherow Artist Society convirtiéndose en el último miembro en ser anunciado y el que completaría la formación del grupo.
Tras varios lanzamientos y giras nacionales, en 2010 realizó su primera gira mundial junto a Versailles con presentaciones en Asia, Europa y Latinoamérica donde reunieron a más de 20.000 fanáticos.
Además de dedicarse como músico, se desempeña como diseñador y director artístico dentro de Sherow Artist Society bajo el alias «wait a minutes». Se ha encargado del trabajo tanto en Versailles como otras bandas del sello, incluyendo a Hizaki grace project y Matenrou Opera. El 25 de noviembre de 2010 realizó una conferencia sobre su trabajo como diseñador en la Kyoto University of Arts and Design durante un seminario sobre el desarrollo de la cultura popular japonesa.
El 31 de diciembre participó en el evento Over the Edge '10 realizado en el Shibuya C.C. Lemon Hall como miembro de un grupo de sesión liderado por Yuki, vocalista de Mix Speaker's, Inc..
A comienzos de 2011 junto a sus compañeros de Versailles y la actriz Rina Koike protagonizó la serie de televisión Onegai Kanaete Versailles transmitida por las cadenas MBS y TV Kanagawa entre el 17 de enero y el 28 de marzo de 2011. Poco después, junto a Hizaki y otros músicos dentro de la escena Visual kei, participó en el proyecto Blue Planet Japan creado para ayudar a las víctimas del terremoto y tsunami ocurrido en Japón el 11 de marzo, con quienes realizó un concierto en el Shibuya O-West el 25 de junio y participó en la grabación del sencillo «Hitotsudake ~We Are The One~» lanzado el 14 de septiembre para recaudar fondos en ayuda de los damnificados.
Con motivo del segundo aniversario de la muerte de Jasmine You compuso la canción «「For You」» la cual publicó el 9 de agosto dedicada para el miembro eterno de Versailles.